# المهاجر (فلم)
فيلم المهاجر للمخرج يوسف شاهين. أثار ضجة عند نزوله في السينمات حتى انه منع من العرض وذلك لتناول الفيلم قصة مأخوذة عن حياة أحد الأنبياء يوسف .
يتميز الفيلم بضخامة الأنتاج والأخراج المميز ليوسيف شاهين. كما أن الفيلم شارك في المسابقة الرسمية في مهرجان كان السينمائي.
وقد رفع يوسف شاهين دعوى قضائية لعرض الفيلم والتي حُكِمَ لِصالِحِه فيها بعد عرض فيلمه المصير الذي قام بكتابته وإخراجه ردّاََ على منع فيلم المهاجر.

## قصة الفيلم
فيلم مصري يعكس تصورا مختلفاََ لقصة يوسف التاريخية. شخصيّة «رام» هو شاب يعيش مع أبيه العجوز في قبيلة فقيرة على أطراف مصر ويرفض الفقر الذي تعيشه قبيلته فقرر الهجرة إلى مصر لتعلُّم فنون الزراعة. يصحبه إخوته السّبعة في رحلته إلى مِصر، ويستغلون بُعد أبيهم فيوثقونه بالحبال ويلقون به في مركب متجهة إلى مصر معتقدين أنهم تخلصوا منه إلى الأبد لكن رام يصل إلى مصر ويتعلم فنون الزراعة أثناء ذلك يتعرف على قائد الجيوش اميهار وزوجته سيمهيت التي تقع في حبه لكنه ينسحب ليعيش في الأرض التي وهبه إياها اميهار عند حدود مصر لزراعتها وهناك يقع في حب فتاة مصرية جميلة توافق على الزواج منه. رام ابن قبيلة فقيرة تعيش في بلد جاف وقاس، يحلم بتغيير حياته. في ذاك الوقت كانت مصر الفراعنة محور الحضارات أجمع. إلى هناك يريد رام الذهاب للتعلّم، بالرغم من كل العقبات التي تنتظره

## الفيلم من بطولة
- خالد النبوي
- يسرا
- محمود حميدة
- صفية العمري
- حنان ترك
- أحمد سلامه
- Michel Piccoli

## وصلات خارجية
- مقالات تستعمل روابط فنية بلا صلة مع ويكي بيانات